# Acrocercops leucotoma
Acrocercops leucotoma är en fjärilsart som beskrevs av Turner 1913. Acrocercops leucotoma ingår i släktet Acrocercops och familjen styltmalar. Inga underarter finns listade i Catalogue of Life.